# Vizio di forma (raccolta di racconti)
Vizio di forma è una raccolta di racconti fantascientifici di Primo Levi, pubblicata per la prima volta presso Einaudi nel 1971.
Nella seconda edizione del 1987, Primo Levi ha anteposto ai racconti una lettera all'editore dal titolo Lettera 1987, nella quale esprime il proprio punto di vista ad una sua rilettura dei racconti a quindici anni di distanza dalla loro prima pubblicazione. Levi cita Il medioevo prossimo venturo di Roberto Vacca come altro libro che, come Vizio di forma, era ispirato al clima di incertezza e a una visione pessimista del futuro.

## Trama
Protezione
A causa della presenza di micro-meteoriti nell'atmosfera, ognuno è tenuto per legge ad indossare delle corazze per proteggersi da questi ultimi. Una discussione tra quattro amici porta a parlare di possibili altre cause, di natura economica e politica, per cui tale legge è stata votata, e degli effetti che ha avuto sulla società.
Verso occidente
Due scienziati cercano di capire lo strano comportamento dei lemming, che in gruppo attraversano territori per trovare la morte. Un simile comportamento è riscontrato in una tribù amazzonica. Gli scienziati riescono infine ad isolare un componente chimico la cui assenza è causa di queste tendenze suicide.
I sintetici
In una discussione tra compagni di scuola viene rivelato che uno di essi, Mario, non ha l'ombelico: è stato infatti creato artificialmente, è un "sintetico". Inizialmente Mario nega di essere differente da qualsiasi altra persona. In seguito, però, Mario prende coscienza di sé ed arriva a pronosticare un mondo in cui i sintetici diventano la maggioranza, le differenze sono appianate e i conflitti risolti.
Visto di lontano
Il racconto è un rapporto scientifico scritto da un popolo alieno nel quale viene analizzato il pianeta Terra. I soggetti principali della relazione sono città, porti e navi; essi sono considerati le entità viventi del pianeta, in quanto sono le uniche "creature" in grado di muoversi abbastanza grandi da essere osservabili dalla distanza.
Procacciatori d'affari
In un mondo non ben definito, tre procacciatori d'affari si presentano a casa di S., con lo scopo di convincerlo a nascere come un essere umano ed abitare la Terra. Perciò gli mostrano foto animate di situazioni terrestri (uomini al lavoro, coppie in vacanza, situazioni di guerra, ecc.) attraverso le quali cercano di mostrare ad S. come sarebbe vivere la vita di un uomo o di una donna.
Lumini rossi
I "lumini rossi" sono le varie spie che si accendono e si spengono alla scrivania di un lavoratore: il suo compito è di reagire a tali accensioni premendo altri pulsanti, il cui significato è a lui oscuro. Ma essi appaiono ovunque anche al di fuori del lavoro: ai semafori, negli ascensori, in casa. Anche la moglie è dotata di un lumino rosso che si accende nei periodi di fecondità, quando il sesso è proibito per legge per chi ha già due figli.
Vilmy
Il "vilmy" è una particolare specie di animale, molto simile ad un gatto, il cui latte crea un'immediata e forte dipendenza in chi lo beve. Il narratore si presenta a casa di un amico, il quale racconta come ha iniziato la propria dipendenza dal latte del vilmy, e come la propria vita ne è stata cambiata.
A fin di bene
L'ingegner Masoero è il direttore di distretto dell'azienda che governa le reti telefoniche. A lui arrivano una serie di reclami riguardanti strani malfunzionamenti della rete: chiamate sbagliate, chiamate bianche, impossibilità di chiamare. Masoero si rende conto che gli errori hanno cominciato a verificarsi da quando le reti di diverse nazioni sono state fuse. Un suo sottoposto, Rostagno, di cui è molto geloso, avanza l'ipotesi che, in seguito alla fusione, la rete abbia raggiunto un livello di complessità tale da poter esser considerato un organismo dotato di volontà. A suo parere, comunque, la Rete opera a fin di bene. Dopo alcuni mesi scoprono che la Rete ha sviluppato nuove diramazioni non previste originariamente e ha cominciato a intercettare tutte le comunicazioni, e da esse ha imparato ogni linguaggio.
Knall
Il knall è una sorta di arma dalla forma di un sigaro, che risulta micidiale quando innescata. Il knall crea una sorta di scoppio che può disintegrare materiali solidi e fondere i metalli. La sua diffusione è vasta, anche se non sempre viene usato per scopi criminali: spesso è portato da chiunque come un qualsiasi altro oggetto. La polizia non risulta particolarmente allarmata dalla sua diffusione, in quanto il knall uccide senza spargere sangue: per questo non viene ritenuto un'arma di vendetta, e quindi un pericolo sociale.
Lavoro creativo
Presso la casa dello scrittore Antonio Casella si presenta un certo James Collins, che era stato un personaggio di una sua serie di racconti. Quest'ultimo racconta del Parco Nazionale, il luogo in cui i personaggi letterari vengono accolti quando un libro acquista un certo successo e vi rimangono finché il libro viene letto. Egli ha avuto il permesso di tornare a visitare Casella per mostrargli i racconti che ha scritto avendo Casella come personaggio principale. I racconti di Collins però sono di scarsa qualità e Casella lo liquida prontamente. Col passare degli anni, però, Casella rimpiange di aver perso la sua possibilità di entrare al Parco Nazionale: pertanto si appresta a scrivere un'autobiografia molto romanzata, in cui egli stesso si fa personaggio. Quando ha terminato di scriverla, viene anch'egli accolto al Parco Nazionale.
Le nostre belle specificazioni
Renaudo è tenuto a controllare delle specificazioni per vari materiali e prodotti che vengono acquistati da un'imprecisata azienda. Tra le varie e molto dettagliate specificazioni, arriva un giorno alla cartella che contiene la specifica dell'"Uomo", con tanto di misure, test di resistenza, tolleranze. Tale specifica era stata scritta diversi anni prima dall'attuale capoufficio. Il collega Di Salvo decide che tale specificazione va approvata, in modo che il capoufficio debba rassegnare le dimissioni perché non soddisfa più i criteri della specificazione.
Nel parco
Questo racconto costituisce la continuazione di Lavoro creativo. Antonio Casella arriva al Parco Nazionale e viene ricevuto da James Collins. Insieme si mettono a girovagare e incontrano una grande varietà di personaggi letterari di tutti i tempi, immersi in un ambiente uscito anch'esso dai vari romanzi della storia. Casella riesce ad ambientarsi, ma dopo circa tre anni comincia a perdere consistenza, e capisce che ormai avrà poco tempo da vivere nel Parco.
Psicofante
In una serata tra amici, uno di essi, Alberto, il più spigliato e allegro, porta una specie di gioco in scatola, regalo che ha ricevuto da uno dei suoi pazienti. Si tratta dello "psicofante", una sorta di vassoio rettangolare dotato di un'apertura in cui si può infilare la mano. Alla pressione di un bottone, lo psicofante crea degli oggetti che dovrebbero rappresentare quanto c'è all'interno di colui che vi mette la mano: tali oggetti sono reali e tangibili. A turno, i presenti si prestano al gioco, e commentano i risultati.
Recuenco: la Nutrice
In un villaggio povero e sperduto tra le colline, arriva un giorno la "Nutrice": si tratta di una sorta di nuvola bianca a forma di fungo che si muove velocemente. Quando arriva, una volta ogni cento anni, porta distruzione e cibo. Nel villaggio tutti si preparano al suo arrivo scavando una fossa nella quale raccoglieranno il latte che verrà distribuito dalla Nutrice. Quando finalmente essa è sopra il villaggio, scarica questa specie di latte dappertutto, insieme a volantini che spiegano come usarlo. Il latte è fortemente vitaminico e il povero villaggio che soffre la fame lo accoglie felicemente. Ma il turbinio che accompagna la Nutrice è talmente forte che spazza via i tetti delle case di fango e anche i bambini. Dalla nuvola si sentono provenire rumori metallici e forse anche delle voci umane. Quando la Nutrice scompare, viene trovato uno strano oggetto metallico sul terreno, che viene posto in un tabernacolo.
Recuenco: il rafter
Questo racconto è strettamente collegato al precedente. Il "rafter" è lo straordinario veicolo che porta il latte vitaminico nei posti più poveri del mondo. A bordo vi sono tre piloti: Farnham, Himamoto e Kropivà. Essi fanno a turno a guidare il rafter, e restano in viaggio per lunghi periodi di tempo. Ricevono il segnale che devono dirigersi al villaggio di Recuenco: lo raggiungono e vedono la fossa scavata nel paese. Farnham si accorge che alcuni bulloni della macchina sono allentati, e chiede a Himamoto di prendere una chiave inglese e sistemarli. Scaricano il latte speciale che hanno a bordo e i volantini e se ne vanno. Una volta lontani, Himamoto si accorge di non aver più con sé la chiave inglese, e si rende conto che deve essergli caduta.
Il fabbro di se stesso
La voce narrante è di un uomo dotato di una particolare caratteristica: la sua memoria è totale, lui si ricorda di tutto ciò che è stato ancor prima di essere un uomo. Egli ripercorre le sue origini (un po' alla maniera delle Cosmicomiche di Italo Calvino, a cui questo racconto è dedicato) da un miliardo di anni fa fino a un milione di anni fa, quando la maggior parte dell'evoluzione che ha portato all'uomo è terminata.
Il servo
Il rabbino Arié di Praga si appresta a costruire un Golem che vuole usare come servo. A tal scopo, combina argilla e acqua e gli dà forma. Il Golem però si anima solo quando il rabbino gli mette in bocca un astuccio che contiene il Nome di Dio. Per rispettare il sabato, il rabbino non attiva mai il Golem quel giorno. Una volta, però, affida il compito di spaccare della legna al Golem: è un venerdì sera, e il Golem continua tutta la notte, nonostante vari tentativi del rabbino di togliergli il Nome. Solo dopo aver distrutto la casa del Rabbino, a sabato inoltrato, il Golem torna ad essere inerte, e da quel momento non si risveglia più.
Ammutinamento
Il racconto (dedicato a Mario Rigoni Stern) narra di una ragazzina, Clotilde, che, vivendo in una famiglia di esperti contadini, ha il dono di capire il linguaggio delle piante. Un giorno il rosmarino le fa sapere che, in una radura di un bosco di una collina vicina, delle piante stanno imparando a camminare. Così si dirige sul luogo e comincia ad osservare le piante e ad ascoltare ciò che esse hanno da dirle.
In fronte scritto
Enrico si presenta in una specie di studio specialistico la cui attività non è molto chiara. Quando giunge il suo turno, gli viene offerta un'ingente somma per farsi tatuare in fronte un messaggio pubblicitario. Ne parla con Laura, la fidanzata, ed entrambi decidono di farsi tatuare per un periodo di tre anni, allo scadere dei quali il tatuaggio verrà rimosso. Inizialmente sono quasi gli unici, se ne vergognano, e si tengono isolati. Col passare del tempo, però, si accorgono che più e più gente porta messaggi promozionali in fronte, finché diventa quasi la norma, e le somme pagate in ricompensa diventano ridicole. Al terzo anno si presentano per la rimozione del tatuaggio, ma la fronte di Laura rimane segnata. Alla nascita, senza alcuna spiegazione scientifica, il figlio della coppia ha sulla fronte un messaggio per il quale non ricevono alcun compenso.
Ottima è l'acqua
Un chimico si accorge, facendo vari esperimenti nel suo laboratorio, che la viscosità dell'acqua è leggermente superiore alla norma. Ripete gli esperimenti diverse volte, ma ogni volta arriva alla stessa conclusione. Nel corso di una passeggiata ad un vicino torrente, si accorge che esso sembra scorrere più lentamente del solito. Ne estrae un campione di acqua, lo analizza, e conclude che è decisamente più viscoso del previsto. In poco tempo lo stesso avviene per gli altri corsi d'acqua vicini e successivamente in tutto il Po. L'Europa è vittima di quest'acqua: le piante faticano a nutrirsi e muoiono, i campi rimangono impaludati, i macchinari e i motori si inceppano. Anche l'uomo comincia ad avvertirne gli effetti a causa di un raddensarsi del sangue. Dall'Europa, poi, la piaga si diffonde nelle acque del resto del mondo.

## Temi
I temi trattati nei racconti sono molteplici. 

Diversi racconti considerano l'impronta dell'uomo sul mondo per via dell'industrializzazione e lo sviluppo tecnologico (Visto di lontano, A fin di bene, Le nostre belle specificazioni), povertà e differenze di condizioni di vita (Procacciatori d'affari, Recuenco: la Nutrice, Recuenco: il rafter), l'alienazione dell'individuo (Lumini rossi), e l'impatto sulla natura (Ottima è l'acqua).
Altri racconti presentano un'analisi dei comportamenti di massa (Verso occidente, Knall, Psicofante, In fronte scritto), con un accenno anche all'imposizione e accettazione passiva di leggi che diminuiscono le libertà dell'individuo (Protezione). Levi tocca anche i temi della manipolazione genetica (I sintetici, Vilmy) e della creazione artificiale di esseri viventi (Il servo).
Un ultimo gruppo di racconti, infine, ha un tono più rilassato e quasi scherzoso, e i temi fantascientifici sono virtualmente assenti (Lavoro creativo, Nel parco, Il fabbro di se stesso, Ammutinamento).

## Edizioni italiane
- Vizio di forma, Collana I Coralli n.270, Torino, Einaudi, 1971,  p. 269. - Collana Nuovi coralli n. 386, Einaudi, ISBN 88-06-59409-5.
- Vizio di forma, in I racconti, Introduzione di Ernesto Ferrero, Collana Einaudi Tascabili n.374, Torino, Einaudi, 1996, ISBN 88-06-14173-2.
- Vizio di forma, in Opere, a cura di Marco Belpoliti, Introduzione di Daniele Del Giudice, Collana Nuova Universale Einaudi n.225, Torino, Einaudi, 1997 ISBN 88-06-14637-8.
- Vizio di forma, in Tutti i racconti, a cura di Marco Belpoliti, Collana ET. Biblioteca n.6, Torino, Einaudi, 2005, ISBN 978-88-06-17917-5.
- in  Opere complete I-II, a cura di Marco Belpoliti, Introduzione di Daniele Del Giudice, Torino, Einaudi, 2017, ISBN 978-88-062-3494-2.
- Vizio di forma, Prefazione e cura di Domenico Scarpa, Collana Letture, Torino, Einaudi, 2024,  p. 298, ISBN 978-88-062-6076-7.